# Oxid kademnatý
Oxid kademnatý je anorganická sloučenina s chemickým vzorcem CdO. Oxid kademnatý je jednou z nejvýznamnějších sloučenin kadmia. Krystalizuje do tvaru krychle stejně jako oxid sodný, s osmistěnnými kationty a anionty ve středu.

## Výroba a uspořádání
Obvykle jsou sloučeniny kadmia nalézány ve spojení s rudami zinku. Oxid kademnatý představuje běžný produkt zinkového hutnického zušlechťování. Oxid se vyrábí hořením elementárního kadmia ve vzduchu. Tepelný rozklad (pyrolýza) sloučenin kadmia, jako třeba dusičnan nebo uhličitan, také poskytuje tento oxid. Když je nečistý, tak má červené zabarvení, ale oxid kademnatý se obvykle vyskytuje v mnoha rozdílných barvách kvůli častým poruchám krystalové struktury.

## Reaktivita
Oxid kademnatý tvoří v kyselém prostředí hexaaquakademnatý kation [Cd(H2O)6]2+. V zásaditém prostředí je přítomen ve formě tetrahydroxokademnatého aniontu [Cd(OH)4]2−.

## Nebezpečí pro zdraví
Sloučeniny kadmia jsou považovány za velmi karcinogenní.